# Campionati europei di canottaggio 2012 - Singolo femminile
Il singolo femminile dei Campionati europei di canottaggio 2012 si è svolto tra il 14 e il 16 settembre 2012. Hanno partecipato 13 atlete.

## Formato
Nel primo turno, le prime tre classificate di ogni batteria si sono qualificate alle semifinali, mentre le altre si sono affrontate nel ripescaggio che ha qualificato altre tre atlete.
Le prime tre classificate di ogni semifinale si sono qualificate per la finale A, le altre hanno partecipato alla finale B.

## Programma
| Data              | Ora (UTC+2) | Turno                |
| ----------------- | ----------- | -------------------- |
| 14 settembre 2012 | 12:58 16:17 | Batterie Ripescaggio |
| 15 settembre 2012 | 12:32       | Semifinali A/B       |
| 16 settembre 2012 | 10:27 13:17 | Finale B Finale A    |

## Risultati

### Batterie
| Pos. | Atleti                | Nazione   | Tempo   | Note |
| ---- | --------------------- | --------- | ------- | ---- |
| 1    | Luiza-Marija Rusinova | Bulgaria  | 7'44"62 | Q    |
| 2    | Iva Obradović         | Serbia    | 7'48"28 | Q    |
| 3    | Laura Schiavone       | Italia    | 7'57"54 | Q    |
| 4    | Ulla Varvio           | Finlandia | 8'02"08 | R    |
| 5    | Anna Yegoryan         | Armenia   | 9'38"39 | R    |

| Pos. | Atleti             | Nazione   | Tempo   | Note |
| ---- | ------------------ | --------- | ------- | ---- |
| 1    | Donata Vištartaitė | Lituania  | 7'38"08 | Q    |
| 2    | Tale Gjørtz        | Norvegia  | 7'44"73 | Q    |
| 3    | Julia Lier         | Germania  | 8'01"26 | Q    |
| 4    | Tanja Ehlers       | Danimarca | 8'24"86 | R    |

| Pos. | Atleti         | Nazione  | Tempo   | Note |
| ---- | -------------- | -------- | ------- | ---- |
| 1    | Kaisa Pajusalu | Estonia  | 7'35"19 | Q    |
| 2    | Julija Levina  | Russia   | 7'38"81 | Q    |
| 3    | Diana Dymčenko | Ucraina  | 7'44"04 | R    |
| 4    | Elza Gulbe     | Lettonia | 7'48"34 | R    |

### Ripescaggio
| Pos. | Atleti        | Nazione   | Tempo   | Note |
| ---- | ------------- | --------- | ------- | ---- |
| 1    | Elza Gulbe    | Lettonia  | 7'53"99 | Q    |
| 2    | Tanja Ehlers  | Danimarca | 7'58"41 | Q    |
| 3    | Ulla Varvio   | Finlandia | 8'01"13 | Q    |
| 4    | Anna Yegoryan | Armenia   | 9'42"58 |      |

### Semifinali A/B
| Pos. | Atleti                | Nazione   | Tempo   | Note |
| ---- | --------------------- | --------- | ------- | ---- |
| 1    | Kaisa Pajusalu        | Estonia   | 7'43"42 | Q    |
| 2    | Tale Gjørtz           | Norvegia  | 7'46"36 | Q    |
| 3    | Luiza-Marija Rusinova | Bulgaria  | 7'47"40 | Q    |
| 4    | Diana Dymčenko        | Ucraina   | 7'52"14 |      |
| 5    | Elza Gulbe            | Lettonia  | 8'02"43 |      |
| 6    | Tanja Ehlers          | Danimarca | 8'03"27 |      |

| Pos. | Atleti             | Nazione   | Tempo   | Note |
| ---- | ------------------ | --------- | ------- | ---- |
| 1    | Donata Vištartaitė | Lituania  | 7'39"03 | Q    |
| 2    | Iva Obradović      | Serbia    | 7'43"15 | Q    |
| 3    | Julija Levina      | Russia    | 7'46"59 | Q    |
| 4    | Laura Schiavone    | Italia    | 7'55"10 |      |
| 5    | Ulla Varvio        | Finlandia | 7'57"00 |      |
| 6    | Julia Lier         | Germania  | 7'58"62 |      |

### Finali
| Pos. | Atleti          | Nazione   | Tempo   | Note |
| ---- | --------------- | --------- | ------- | ---- |
| 1    | Laura Schiavone | Italia    | 7'48"62 |      |
| 2    | Elza Gulbe      | Lettonia  | 7'49"25 |      |
| 3    | Diana Dymčenko  | Ucraina   | 7'57"01 |      |
| 4    | Julia Lier      | Germania  | 8'00"37 |      |
| 5    | Ulla Varvio     | Finlandia | 8'00"99 |      |
| 6    | Tanja Ehlers    | Danimarca | 8'02"66 |      |

| Pos.    | Atleti                | Nazione  | Tempo   | Note |
| ------- | --------------------- | -------- | ------- | ---- |
| Oro     | Donata Vištartaitė    | Lituania | 7'36"26 |      |
| Argento | Iva Obradović         | Serbia   | 7'39"87 |      |
| Bronzo  | Kaisa Pajusalu        | Estonia  | 7'41"81 |      |
| 4       | Julija Levina         | Russia   | 7'47"03 |      |
| 5       | Tale Gjørtz           | Norvegia | 7'49"50 |      |
| 6       | Luiza-Marija Rusinova | Bulgaria | 7'55"33 |      |